# Eight Days a Week
Pour les articles homonymes, voir Eight Days a Week (homonymie).
Pistes de Beatles for Sale
Kansas City/Hey, Hey, Hey, Hey Words of Love
Eight Days a Week est une chanson des Beatles, composée par John Lennon et Paul McCartney. Elle est parue en Grande-Bretagne le 4 décembre 1964 sur l'album Beatles for Sale. Aux États-Unis, elle a été éditée d'abord en single le 15 février 1965, puis incluse à l'album américain Beatles VI.

## Genèse
Le titre est inspiré d'une réponse faite à Paul McCartney par son chauffeur, qui l'emmenait chaque jour à cette époque chez John Lennon à Weybridge, au sud-ouest de l'agglomération londonienne, pour des sessions de travail. « Je travaille huit jours par semaine » dit le chauffeur au bassiste des Beatles qui s'enquiert de sa situation. Sitôt arrivé avec ce titre chez son partenaire, McCartney et Lennon se mettent à l'œuvre et composent rapidement la chanson,

## Innovation dans l'harmonie
Cette chanson est basée sur une progression harmonique particulière en I - II - IV - I. Malgré sa simplicité (elle ne comprend que trois accords parfaits majeurs des plus familiers, en l'espèce RÉ, MI et SOL), il semble qu'elle n'a jamais été utilisée auparavant dans la musique populaire. Le musicologue américain Alan W. Pollack a avancé l'hypothèse qu'il s'agit d'une invention exclusive des Beatles : « Si quelqu'un peut m'indiquer une occurrence de cette progression dans une chanson pop antérieure aux Beatles, il peut me téléphoner ou m'envoyer un courriel à n'importe quelle heure du jour ou de la nuit. »
Dans Eight Days a Week, cette suite d'accords est répétée avec insistance, trois fois à chaque couplet. Elle fait en outre l'introduction et la coda de la chanson.
Les années suivantes, Paul McCartney a repris cette progression pour plusieurs de ses compositions pour les Beatles. Elle lance les couplets de You Won't See Me et Sgt. Pepper's Lonely Hearts Club Band. Elle conclut chaque phrase des couplets de Yesterday, elle fait la coda de She's Leaving Home ainsi que — avec un accord supplémentaire interpolé — celle de The End.
Cette progression harmonique, considérée depuis comme archétypique du style d'écriture des Beatles, a été par la suite copiée par d'autres artistes, le premier cas identifié semblant être la chanson To Sir With Love de Lulu en 1967. Notoirement influencé par le vocabulaire musical des Beatles, Oasis s'en est servi pour le refrain de All Around the World (1997).

## Enregistrement
La chanson est enregistrée le 6 octobre 1964 aux studios d'Abbey Road. John Lennon et Paul McCartney la chantent en duo. Les Beatles travaillent sur la chanson en deux sessions de 7 heures le 6 octobre 1964, essayant différentes intros, jusqu'à ce qu'ils parviennent à une véritable innovation : la chanson démarre en fade-in (fondu). C'est une grande première dans le rock.

## Parution et réception
Elle est éditée le 4 décembre sur l'album Beatles for Sale, mais ne se trouve pas sur sa version américaine Beatles '65. Elle paraît en single aux États-Unis le 15 février 1965 chez Capitol, avec I Don't Want to Spoil the Party en face B, un autre titre issu de Beatles for Sale.
On la retrouve sur la compilation The Beatles 1962-1966 et sur 1 où figurent les 27 chansons du groupe qui ont atteint la première place des charts britanniques ou américains.
Eight Days A Week se classe à la première place du hit-parade américain le 13 mars 1965.
Le documentaire sur les tournées du groupe, produit par Ron Howard en 2016, emprunte le titre de cette chanson qui peut y être entendue.

### Publication en France
La chanson arrive en France en avril 1965 sur la face B d'un 45 tours EP (« super 45 tours ») titré Les Beatles 1965 ; elle est accompagnée  de Rock and Roll Music. Sur la face A figurent No Reply et I'm a Loser.

## Reprises
Ce titre a été repris par The Supremes, Procol Harum, Billy Preston, The Runaways, Joan Jett, The Libertines, etc. La version d'Alma Cogan est sortie en single en 1965, couplée avec Help!.
En 1994, le groupe Wise Guys en fait une reprise a cappella pour leur premier album Dut-Dut-Duah! (de).